# Moulton (Cheshire)
Pour les articles homonymes, voir Moulton.
Moulton est une paroisse civile et un village du Cheshire, en Angleterre.